# كل شيء أردته (أغنية)
«كل شيء أردته» هي أغنية للمغنية وكاتبة الأغاني الأمريكية بيلي إيليش، وشاركت في كتابتها هي وشقيقها فينياس أوكونيل، الذي أنتجها أيضًا. أصدرت شركة دارك روم وتسجيلات إنتر سكوب الأغنية بوصفها أغنية منفردة في 13 نوفمبر 2019. وهو مقطع البوب البديل والمتأثر بالإلكترونيات مع الحد الأدنى من البيانو وعزف الغيتار. الأغنية مستوحاة من كابوس مرت به إيليش، وعن علاقتها القوية مع شقيقها أوكونيل وحمايته لها من الأذى.
نالت أغنية «كل شيء أردته» إشادة من النقاد، إذ أشاد العديد منهم بالموسيقى والكلمات. حققت الأغنية نجاحًا تجاريًا، ووصلت إلى المركز الثامن في قائمة أفضل 100 في الولايات المتحدة، لتصبح الثانية من أفضل عشر أغاني ناجحة في الولايات المتحدة. دخلت لأول مرة المركز الأول في قوائم الأغاني في العديد من البلدان، متضمنةً أيرلندا والنرويج، وبلغت ذروتها في المركز الثالث على قائمة الأغاني المنفردة في المملكة المتحدة. «كل شيء أردته» حصل على عدة شهادات، منها أربعة شهادات بلاتينية في كندا. وفي 24 نوفمبر 2020، ترشحت الأغنية لتصبح أغنية العام، وأفضل أداء منفرد للبوب في حفل توزيع جوائز الغرامي السنوي الـ 63، وهي السنة الثانية على التوالي لإيليش للحصول على ترشيح في هذه الفئة، وحققت الرقم القياسي للسنة.
أخرجت إيليش الفيديو الموسيقي المرافق للأغنية، الذي حُمل على قناتها على اليوتيوب في 23 يناير 2020. يصور الفيديو إيليش وفينياس وهما يتشابكان بالأيدي في أثناء قيادة سيارة دودج تشالنجر عبر المدينة وفي المحيط. تلقى النص مراجعات إيجابية من النقاد، وأشاد العديد منهم بموضوعه البصري ورسالته. إيليش أدت أغنية «كل شيء أردته» مباشرةً عدة مرات، تم تضمينها في قائمة جولات «عندما نخفق كلنا في النوم» (2019) و «أين نذهب؟». جولة عالمية (2020). أدت إيليش وفينياس الأغنية خلال عرض مباشر مدة 50 دقيقة لشركة فيريزون للاتصالات في أبريل 2020، وكذلك في حفل توزيع جوائز غرامي 63، مارس 2021.

## الخلفية والتحرير
في أكتوبر 2019، قال فينياس أوكونيل أنه وشقيقته بيلي إيليش يعملان على موسيقى جديدة.[بحاجة لمصدر] وفي نوفمبر، أعلنت إيليش عن إصدار أغنيتين جديدتين وفيديو موسيقي لأغنية (Xanny) «المهدئ» التي صدرت الشهر التالي. أعلنت إيليش لاحقًا عن عنوان الأغنية «كل شيء أردته» وتاريخ إصدارها خلال بث مباشر على إنستغرام في 10 نوفمبر 2019. استُخدِم اسم «كل شيء أردته» في إعلان لألبوم بيتس بواسطة سماعات دري التي تظهر اسم إيليش. كان عنوان الأغنية في الأصل «كابوس».
بدأت إيليش وأوكونيل -المعروف باسمه الفني فينياس في كتابة «كل شيء أردته» في سبتمبر 2018، حين بدأت «إيليش» تشعر بالاكتئاب. حصلت إيليش على الإلهام للأغنية سنة 2018 عندما راودها حلم توفيت فيه بعد القفز من جسر جولدن غيت ولم يهتم أحد. لم تتوقف إيليش عن التفكير في كوابيسها، ما جعلها تشعر بأنها «محاصرة» و«مشتتة» بينما كانت هي وأوكونيل يحاولان تحويل مخاوفها إلى مسار جديد. وعندما أخبرت أوكونيل بالفكرة، انزعج كثيرًا من الموضوع. وفي مقابلة مع صحيفة نيويورك تايمز، قالت إيليش إنها «كانت في وضع سيئ للغاية عقليًا» في حين قال أوكونيل إنه لا يريد مساعدتها في كتابة أغنية ميؤوس منها عن الانتحار لأنه ووالداهما كانا قلقين على سلامتها. وقال لإيليش أنها «لا تستطيع دائمًا حل مشاكلها في أغنية». أقنعت إيليش أوكونيل ووالديهم بقولها لهم إن «كل شيء أريده هو الطريقة التي أشعر بها بهذه الأشياء دون أن أفعل شيئًا لنفسي». غيرت إيليش وأوكونيل موضوع الأغنية إلى دعم متبادل وجماعية بدلًا من الاكتئاب والانتحار. ناقش الثنائي كيف أن علاقتهما وفهمهما للموسيقى جعلتهما يكتبان الموسيقى معًا. تشير الترنيمة أيضًا إلى مشاعر إيليش تجاه الشهرة، التي تجدها أحيانًا محبطة.
«كل شيء أردته» أتقنها جون غرينهام وخلطها روب كينلسكي، وكلاهما عمل أيضا موظفًا بالاستوديو. صدرت الأغنية للتنزيل الرقمي والنشر أغنيةً منفردة في 13 نوفمبر 2019، بواسطة دارك روم وتسجيلات إنتر سكوب وأضيفت إلى الإصدار الجديد لألبوم إيليش الأول عندما نسقط جميعًا في النوم، إلى أين نذهب؟ في ديسمبر 2019. أُصدر قرص مرن للأغنية بأمر مسبق ليُشحن في الأسابيع الأربعة إلى الستة التالية. جاء الإصدار مع أغنية رقمية سُلمت إلى العملاء الأمريكيين عبر البريد الإلكتروني. فنّ غلاف الأغنية المنفردة، وهو لوحة خلاصة لجسر البوابة الذهبية في سان فرانسيسكو، كاليفورنيا، صنعها جيسون أندرسون.